# Mballa Banyo
Mballa Banyo è un comune del Ciad situato nel dipartimento di Lac Wey, provincia del Logone Occidentale.